# 梁鸿 (作家)
梁鸿（1973年—），河南省邓州市梁庄人，中国大陆当代作家，中国人民大学文学院教授。其主要学术研究领域为中国现当代文学研究、乡土文学及乡土中国关系研究，著有文学作品《中国在梁庄》等。
梁鸿的主要代表作围绕其出生地河南梁庄展开，展现了其在中国现代化进程下风土人情的变迁，并由此映射了中国三农问题中复杂的结构性矛盾。在《出梁庄记》一书中，梁鸿以面对面采访、田野调查等形式，跟踪调查了近50名梁庄在外务工人员的生活轨迹和图景，记录了他们在城市化进程中的困惑焦虑和身份重塑。
梁鸿曾担任贾樟柯纪录片《一直游到海水变蓝》的主要叙述者。

## 主要作品
- 2010年：《中国在梁庄》
- 2016年：《出梁庄记》
- 2021年：《梁庄十年》

## 奖项荣誉
- 2010年：“茅台杯”人民文学奖[3]
- 2012年：第七届文津图书奖[4]
- 2012年：第二届“朱自清散文奖”